# Antalaha
Antalaha é uma cidade do Norte de Madagáscar.

## Geografie
Antalaha fica a 1 449 km da capital e 537 km de Antsiranana (Diego Suarez).
A proxima cidade é Sambava.
O Parque Nacional de Masoala é situado ao sul da cidade.

## Economia
A região de Sava é a capital mundial da Baunilha é esta é predominante a Antalaha.
Também têm canteiros navais tradicionais.

## Transportes
O aeroporto de Antalaha fica à 15 km da cidade a Antsirabato (codigo-IATA: ANM, ICAO-Code: FMNH). 
Tem voos regulares para a capital Antananarivo e Toamasina.